# Richard van York
Richard van York, 3e hertog van York (ook Richard Plantagenet) (21 september 1411 – Slag bij Wakefield, 30 december 1460) was een lid van de Engelse koninklijke familie. Tijdens de regering van Hendrik VI was hij een invloedrijk staatsman en legeraanvoerder. Nadat hij in conflict geraakte met het koninklijk hof over de troonopvolging, kwam hij in opstand. Deze opstand zou uitlopen op een strijd om de troon en de start betekenen van de Rozenoorlogen.

## Jeugd
Richard was de zoon van Richard van Conisburgh, graaf van Cambridge, en Anne Mortimer. Via zijn vader stamde hij in mannelijke lijn af van Edmund van Langley, de vijfde zoon van Eduard III, via zijn moeder stamde hij af van diens derde zoon Lionel van Antwerpen. Nadat zijn vader wegens hoogverraad door koning Hendrik V werd geëxecuteerd, werd hij onterfd van zijn vaders gebieden in augustus 1415. Omdat hij aanspraak kon maken op het aanzienlijke erfdeel van zijn moeder besloot koning Hendrik V hem dicht bij zich te houden en hem aan het hof op te voeden. In oktober 1415 sneuvelde zijn oom Eduard van Norwich in de slag bij Azincourt. Richard erfde hierdoor het hertogdom York en werd potentieel de grootste grondbezitter van Engeland. Hendrik V voelde aan dat de kleine Richard op termijn weleens een gevaarlijke tegenstander kon worden, vooral omdat hij van een oudere zoon van Eduard III afstamde dan de heersende Lancasters. Om te voorkomen dat Richard ooit als wapen zou worden gebruikt door politieke tegenstanders van Hendrik V, besloot deze de voogdij toe te vertrouwen aan een van zijn trouwste aanhangers, Ralph Neville, graaf van Westmoreland (1364-1425). De Nevilles waren een ambitieuze familie in het noorden van Engeland. Om Richard aan hem te binden liet Ralph Neville hem trouwen met zijn dochter Cecily Neville (1415-1495). De Nevilles zouden een onontbeerlijke steun vormen in Yorks politieke loopbaan.

## In dienst van de kroon
Tussen 1436 en 1450 diende Richard in Frankrijk en Ierland. De Engelsen bezaten nog grote delen van Frankrijk, maar door het optreden van Jeanne d'Arc en het overlopen van Filips de Goede hadden de Engelsen aan kracht verloren. Richard verbleef tussen 1436 en 1445 in Frankrijk. Langzaam maar zeker verloren de Engelsen terrein. Met de verliezen kwamen ook onderlinge ruzies. Richard moest zijn gezag delen met leden van het huis Beaufort en in 1445 werd hij niet herbenoemd tot Lord Lieutenant van Frankrijk. In plaats daarvan werd hij Lord Lieutenant van Ierland. Doordat Richard behoorlijke bezittingen in Ierland had, was er zeker iets voor de benoeming te zeggen, maar mogelijk was het een verkapte verbanning. Richard stelde zijn vertrek naar Ierland voortdurend uit en keerde na zijn uiteindelijk vertrek snel terug naar Engeland. Het is niet onmogelijk dat zijn claim van te weinig geld en soldaten voor zijn taak in Ierland terecht was. In Engeland hadden de reeks nederlagen voor onrust gezorgd. Bovendien had koning Hendrik VI zijn eerste tekenen van krankzinnigheid vertoond.

## In oppositie tegen de kroon
De vijandelijkheden tussen Richard en het koninklijk huis braken in 1455 uit met de Eerste Slag bij St Albans. Richard versloeg zijn tegenstanders en werd benoemd tot hoofd van het regentschap voor Hendrik VI. Zijn gezag was niet onomstreden, vooral koningin Margaretha van Anjou en de Beauforts bleven hem slecht gezind. Toen na enige tijd de koning van zijn krankzinnigheid herstelde, zag Richard zich gedwongen om zijn regentschap op te geven. In 1460 versloegen de Yorks, zoals Richard en zijn aanhangers nu werden genoemd, hun tegenstanders. Richard was vastbesloten om nu geen genoegen te nemen met enkel het regentschap. Moeizaam slaagde hij erin zich te laten uitroepen tot opvolger van Hendrik. Richard beheerste het land met zijn bondgenoten Richard Neville, graaf van Salisbury, en zijn zoon Richard Neville, graaf van Warwick. De koning was hun gevangene, maar de koningin was met haar zoon gevlucht en zou nooit instemmen met de onterving van haar zoon.

## Slag bij Wakefield
In de veronderstelling dat hij de touwtjes strak in handen had, vertrok Richard eind 1460 met een gezelschap van 5.000 soldaten en officieren, waaronder zijn zoon Edmund en de graaf van Salisbury, naar het noorden van Engeland om daar de orde te herstellen en af te rekenen met Lancasterse verzetshaarden. De adellijke families in het noorden waren de meest fanatieke aanhangers van het Huis Lancaster en het kostte koningin Margaretha dan ook weinig moeite om een leger samen te stellen. Richard bracht de kerst door op zijn kasteel te Sandal, enkele kilometers ten westen van Wakefield, maar ontdekte plots dat hij was omsingeld door Lancasterse troepen.
Op 30 december 1460 brak de slag bij Wakefield los. Het is onduidelijk wat er precies is gebeurd en waarom Richard het besluit nam slag te leveren in plaats van in de zwaar versterkte burcht te wachten op hulptroepen. Vermoedelijk speelde een grove onderschatting van de Lancasterse troepenmacht, gebaseerd op foutieve informatie van zijn verkenners, een rol. Moderne historici vermoeden dat Richard verraad nog meer vreesde dan een veldslag en daarom zijn geluk buiten het kasteel ging beproeven. Het is zeer waarschijnlijk dat de Lancasterse cavalerie onder leiding van sir Andrew Trollope zich schuil hield in de bossen rondom Wakefield en zich onverwacht op de Yorkse troepen stortte. Wrang voor Richard was dat Trollope een in 1459 naar de Lancasters overgelopen commandant was. Richard van York sneuvelde onmiddellijk, samen met het overgrote deel van zijn leger. De 17-jarige Edmund werd gevangengenomen en vermoord, vermoedelijk door Lord Clifford; de graaf van Salisbury werd op de vlucht gedood. Richards hoofd werd, getooid met een papieren kroon, geplaatst boven de Micklegatepoort in de stad York.

## Door de ogen van Shakespeare
De slag bij Wakefield en de dood van Richard van York behoren tot de hoogtepunten in het stuk Hendrik VI, deel 3 van William Shakespeare. Shakespeare nam dichterlijke vrijheid, waarbij koningin Margaretha een papieren kroon zette op het hoofd van York, die net gehoord had dat zijn zoon Edmund, hertog van Rutland, gedood was. Koningin Margaret bevond zich echter op 30 december 1460 in Schotland. Shakespeare laat in zijn werk Richard van York naar voren komen als een nobel leider, dapper strijder en rechtvaardig mens. Dit lijkt bij Shakespeare meer ingegeven door het feit dat Richard de betovergrootvader van koningin Elizabeth I Tudor was wiens voorvaderen hij beter niet kon beledigen.

## Nalatenschap
Richard van York was een wat kleurloos en introvert leider die op de cruciale momenten verkeerde beslissingen nam. Hij was geliefd bij het gewone volk. Hij was deugdzaam; hij is vermoedelijk een van de weinige middeleeuwse machthebbers waarvan geen buitenechtelijke kinderen bekend zijn. Men heeft hem nooit op ernstig machtsmisbruik kunnen betrappen. Hoewel gezegend met beduidend meer kwaliteiten dan Hendrik VI of welke Lancasterse troonpretendent dan ook, werd hij mede door de grote populariteit van zijn zoon Eduard IV en het charisma van Richard Neville, graaf van Warwick, niet echt gemist en na zijn dood snel vergeten.

## Huwelijk en kinderen
Met Cecily Neville
- Johanna (1438-1438)
- Anna (10 augustus 1439 – 14 januari 1476), gehuwd met Henry Holland (1430-1475)
- Hendrik (10 februari 1441, stierf jong)
- Eduard IV van Engeland, graaf van March, later koning Eduard IV (28 april 1442 – 9 april 1483)
- Edmund, graaf van Rutland (17 mei 1443 – 31 december 1460)
- Elizabeth (22 april 1444 – ca. 1503), moeder van John de la Pole
- Margaretha (3 mei 1446 – 23 november 1503), huwde met Karel de Stoute
- William (7 juli 1447, stierf jong)
- John (7 november 1448, stierf jong)
- George (21 oktober 1449 – 18 februari 1478), vanaf 1461 hertog van Clarence
- Thomas (ongeveer 1451, stierf jong)
- Richard III van Engeland (2 oktober 1452 – 22 augustus 1485), vanaf 1461 hertog van Gloucester, de latere koning Richard III
- Ursula (22 juli 1455, stierf jong)

## Voorouders
| Voorouders van Richard van York | Voorouders van Richard van York                                               | Voorouders van Richard van York                                               | Voorouders van Richard van York                                     | Voorouders van Richard van York                                     | Voorouders van Richard van York                                              | Voorouders van Richard van York                                              | Voorouders van Richard van York                                     | Voorouders van Richard van York                                     |
| ------------------------------- | ----------------------------------------------------------------------------- | ----------------------------------------------------------------------------- | ------------------------------------------------------------------- | ------------------------------------------------------------------- | ---------------------------------------------------------------------------- | ---------------------------------------------------------------------------- | ------------------------------------------------------------------- | ------------------------------------------------------------------- |
| Overgrootouders                 | Eduard III van Engeland (1312-1377) ∞ 1328 Filippa van Henegouwen (1314-1369) | Eduard III van Engeland (1312-1377) ∞ 1328 Filippa van Henegouwen (1314-1369) | Peter I van Castilië (1334-1369) ∞ 1387 María de Padilla (-)        | Peter I van Castilië (1334-1369) ∞ 1387 María de Padilla (-)        | Edmund Mortimer III of March (1352-1381) ∞ Philippa V van Ulster (1355-1382) | Edmund Mortimer III of March (1352-1381) ∞ Philippa V van Ulster (1355-1382) | Thomas Holland II van Kent(-) ∞ Alice FitzAlan van Kent (1350-1416) | Thomas Holland II van Kent(-) ∞ Alice FitzAlan van Kent (1350-1416) |
| Grootouders                     | Edmund van Langley (1341-1401) ∞ Isabel van Castilië (1355 - 1392)            | Edmund van Langley (1341-1401) ∞ Isabel van Castilië (1355 - 1392)            | Edmund van Langley (1341-1401) ∞ Isabel van Castilië (1355 - 1392)  | Edmund van Langley (1341-1401) ∞ Isabel van Castilië (1355 - 1392)  | Roger Mortimer (1374-1398) ∞ 1387 Eleonora van Kent (1370-1405)              | Roger Mortimer (1374-1398) ∞ 1387 Eleonora van Kent (1370-1405)              | Roger Mortimer (1374-1398) ∞ 1387 Eleonora van Kent (1370-1405)     | Roger Mortimer (1374-1398) ∞ 1387 Eleonora van Kent (1370-1405)     |
| Ouders                          | Richard van Conisburgh (1375-1415) ∞ 1406 Anne Mortimer (1390-1411)           | Richard van Conisburgh (1375-1415) ∞ 1406 Anne Mortimer (1390-1411)           | Richard van Conisburgh (1375-1415) ∞ 1406 Anne Mortimer (1390-1411) | Richard van Conisburgh (1375-1415) ∞ 1406 Anne Mortimer (1390-1411) | Richard van Conisburgh (1375-1415) ∞ 1406 Anne Mortimer (1390-1411)          | Richard van Conisburgh (1375-1415) ∞ 1406 Anne Mortimer (1390-1411)          | Richard van Conisburgh (1375-1415) ∞ 1406 Anne Mortimer (1390-1411) | Richard van Conisburgh (1375-1415) ∞ 1406 Anne Mortimer (1390-1411) |
| Richard van York (1411-1460)    |                                                                               |                                                                               |                                                                     |                                                                     |                                                                              |                                                                              |                                                                     |                                                                     |

- Bibliothèque nationale de France: cb12117611t (data)
- Gemeinsame Normdatei: 12301266X
- International Standard Name Identifier: 0000 0001 0128 2765
- Library of Congress Control Number: n83230199
- Nationale Bibliotheek van Israël: 987007276380405171
- Nationale Bibliotheek van Polen: a0000002601741
- Nederlandse Thesaurus van Auteursnamen: 074677446
- Système universitaire de documentation: 029580358
- Virtual International Authority File: 25990278
- WorldCat: E39PBJm9ff6bbhwmbFYgD49hpP